# Šestková soustava
Šestková (heximální nebo také senární) soustava je alternativní číselná soustava o základu 6. Dnes ji používá jen několik odlehlých kultur, například je základem početního systému v ndomském jazyce na ostrově Yos Sudarso.[zdroj?]

## Vlastnosti
Šestková soustava má zajímavé vlastnosti, pokud jde o studium prvočísel. Každé prvočíslo (kromě 2 a 3) končí v šestkové soustavě buď na 1, nebo na 5.
To lze dokázat:
Končí-li číslo na sudé číslo, je samo sudé, tedy dělitelné dvěma. Končí-li na 3, je dělitelné třemi. Zbývá tedy pouze 1 a 5.
Dále, jelikož 4 nejmenší prvočísla (2,3,5,7) jsou buď děliteli 6 nebo o 1 menší/větší než 6, v šestkové soustavě existují jednoduché testy dělitelnosti pro většinu nízkých čísel (kromě 11, 13 a vyšších prvočísel).
Dělitelná 2 jsou všechna čísla zakončená v šestkové soustavě sudou číslicí (0, 2, 4). Dělitelná 3 jsou všechna čísla zakončená 0 nebo 3. Dělitelná 4 jsou čísla zakončená 2 s předposlední číslicí lichou, nebo zakončená 0 nebo 4 s předposlední číslicí sudou. Dělitelná 5 jsou čísla, jejichž ciferný součet je dělitelný 5 (analogie s dělitelností 9 v desítkové soustavě). Dělitelná 6 jsou čísla zakončená 0. Dělitelná 7 jsou čísla, jejichž rozdíl ciferných součtů číslic v lichém pořadí a číslic v sudém pořadí je 0 nebo dělitelný 7 (analogie testu dělitelnosti 11 v desítkové soustavě).

## Zlomky
V šestkové soustavě má velký podíl základních zlomků ukončený rozvoj – jsou to všechny se jmenovatelem dělitelným násobky 2 nebo 3, tedy 2, 3, 4, 6, 8, 9, 12, 16, 18 atd. Pro práci s necelými čísly je tedy šestková soustava poněkud výhodnější než desítková.
Srovnání desetinného a šestinného rozvoje některých zlomků:
| zlomek | desetinný rozvoj | šestinný rozvoj |
| ------ | ---------------- | --------------- |
| 1/2    | 0,5              | 0,3             |
| 1/3    | 0,3333...        | 0,2             |
| 2/3    | 0,6666...        | 0,4             |
| 1/4    | 0,25             | 0,13            |
| 3/4    | 0,75             | 0,43            |
| 1/5    | 0,2              | 0,1111...       |
| 1/6    | 0,1666...        | 0,1             |
| 1/7    | 0,142857...      | 0,0505...       |
| 1/8    | 0,125            | 0,043           |
| 1/9    | 0,1111...        | 0,04            |
| 1/10   | 0,1              | 0,0333...       |
| 1/11   | 0,0909...        | 0,0313452421... |
| 1/12   | 0,08333...       | 0,03            |

## Srovnání číselných soustav
| Číselná soustava (základ) | Číselná soustava (základ) | Číselná soustava (základ) | Číselná soustava (základ) | Číselná soustava (základ) | Číselná soustava (základ) | Číselná soustava (základ) | Číselná soustava (základ) | Číselná soustava (základ) | Číselná soustava (základ) | Číselná soustava (základ) | Číselná soustava (základ) | Číselná soustava (základ) |
| 10                        | 2                         | 3                         | 4                         | 5                         | 6                         | 7                         | 8                         | 9                         | 12                        | 16                        | 20                        | 36                        |
| ------------------------- | ------------------------- | ------------------------- | ------------------------- | ------------------------- | ------------------------- | ------------------------- | ------------------------- | ------------------------- | ------------------------- | ------------------------- | ------------------------- | ------------------------- |
| 1                         | 1                         | 1                         | 1                         | 1                         | 1                         | 1                         | 1                         | 1                         | 1                         | 1                         | 1                         | 1                         |
| 2                         | 10                        | 2                         | 2                         | 2                         | 2                         | 2                         | 2                         | 2                         | 2                         | 2                         | 2                         | 2                         |
| 3                         | 11                        | 10                        | 3                         | 3                         | 3                         | 3                         | 3                         | 3                         | 3                         | 3                         | 3                         | 3                         |
| 4                         | 100                       | 11                        | 10                        | 4                         | 4                         | 4                         | 4                         | 4                         | 4                         | 4                         | 4                         | 4                         |
| 5                         | 101                       | 12                        | 11                        | 10                        | 5                         | 5                         | 5                         | 5                         | 5                         | 5                         | 5                         | 5                         |
| 6                         | 110                       | 20                        | 12                        | 11                        | 10                        | 6                         | 6                         | 6                         | 6                         | 6                         | 6                         | 6                         |
| 7                         | 111                       | 21                        | 13                        | 12                        | 11                        | 10                        | 7                         | 7                         | 7                         | 7                         | 7                         | 7                         |
| 8                         | 1000                      | 22                        | 20                        | 13                        | 12                        | 11                        | 10                        | 8                         | 8                         | 8                         | 8                         | 8                         |
| 9                         | 1001                      | 100                       | 21                        | 14                        | 13                        | 12                        | 11                        | 10                        | 9                         | 9                         | 9                         | 9                         |
| 10                        | 1010                      | 101                       | 22                        | 20                        | 14                        | 13                        | 12                        | 11                        | A                         | A                         | A                         | A                         |
| 100                       | 1100100                   | 10201                     | 1210                      | 400                       | 244                       | 202                       | 144                       | 121                       | 84                        | 64                        | 50                        | 2S                        |
| 1000                      | 1111101000                | 1101001                   | 33220                     | 13000                     | 4344                      | 2626                      | 1750                      | 1331                      | 6B4                       | 3E8                       | 2A0                       | RS                        |